# Brezowo (Macedonia Północna)
Brezowo (mac. Брезово) – wieś w Macedonii Północnej położona w gminie Demir Hisar. Według danych z 2002 roku, wieś zamieszkiwały 62 osoby (35 mężczyzn i 27 kobiet), co stanowiło 0,65% ludności całej gminy (6,5 ‰).